# Magister artium
Magister artium (также Artium (liberalium) Magister; сокращ. A. M.; с лат. — «магистр (свободных или изящных) искусств»), или Magister artium liberalium (сокращ. M. A. L.; фр. maître des arts), — средневековая академическая степень, которую носил учитель свободных наук; впоследствии она была присвоена учёной степени на философском факультете, к XIX веку была вытеснена степенью доктора философии. Присваивалась после обучения на низшем (артистическом) университетском факультете средневековых университетов, где изучались свободные искусства. Присваивалась не ранее 21 года.
Низшим артистический университетский факультет был по отношению к трём высшим — медицинскому, юридическому и богословскому. Низший факультет давал право преподавать или учиться далее на одном из высших факультетов. В связи с автономным развитием систем образования европейских стран, низший факультет средневековых университетов стал соответствовать философскому факультету немецких университетов. Высшая учёная степень — Magister artium liberalium — в старинных немецких университетах предоставлялась лицам, получившим докторскую степень по философскому факультету, и в XIX веке давалась в Германии только в связи со степенью доктора; в Англии же, подобно степени бакалавра, её присуждали самостоятельно.
Славянский пример получения данной степени — православный шляхтич Стефан (1658—1722), будущий митрополит Рязанский и Муромский, который в польских католических училищах «прошел вся учения грамматическая, стихотворская, риторская, философская и богословская» и получил диплом, в котором он назывался «artium liberalium et philosophiae magister, consummatus theologus».

## Подробнее
Обыкновенно от бакалавра artium требовали знания предметов тривия, то есть без философии; степень магистра artium давалась лицам, изучившим философию и некоторые предметы квадривия.
В Париже к испытанию на звание бакалавра artium схолар допускался только по достижении двадцатилетнего возраста, если он 5 лет учился «искусствам» (собственно грамматике и логике), два года посещал публичные диспуты и, по крайней мере, один раз сам защищал «софизм». Испытание происходило в комиссии из трех магистров, по выбору нации, и завершалось публичным диспутом. После того бакалавр около 5 лет слушал философию и сам читал о некоторых более лёгких книгах Аристотеля; в возрасте около 25 лет его допускали к испытанию (экзамену) «лиценции» и магистерскому, после выдержки которого он получал право самостоятельного преподавания (magister regens).
В Оксфорде студент артистического факультете после трёх лет учения получал звание sophista generalis; посещение диалектических диспутов в продолжение года давало ему право на звание quaestionista. Степень бакалавра давалась после многодневного диспута (determinatio), в возрасте 17–18 лет. Для достижения звания магистра нужно было еще 3 года слушать лекции и самому участвовать в преподавании и в диспутах.
По представлению одного из магистров (pater) и рекомендации 14 других, магистрант произносил торжественную присягу и получал от канцлера «лиценцию». В течение года он обязывался начать самостоятельное преподавание (inceptio). Накануне этого торжественного дня происходили диспуты между «инцептором» и несколькими магистрами; на следующий день новый магистр, после мессы, в знак своего достоинства получал докторскую шапочку-берет. Церемония завершалась присягой в верности статутам факультета. Получение высших академических степеней было сопряжено с большими расходами на подарки профессорам и товарищам, на пирушки и т.п., так что большинство артистов принуждено было довольствоваться степенью бакалавра.
Еще сложнее были формальности получения учёных степеней на 3 специальных (высших) факультетах. По статутам медицинского факультета в Монпелье в 1340 году, магистр artium, поступив в студенты, делался бакалавром медицины через 3 года, выдержав публичное испытание, а для получения «лиценции» он еще два года учился и практиковался перед сдачей нового строго экзамена. Ещё продолжительнее было учение на юридическом и богословском факультетах. В Оксфорде magister artium только через 4 года делался бакалавром прав, а для достижения докторства требовалось еще 6–7 лет. В Париже, по статутам 1215 года, magister artium только через 6–7 лет получал звание бакалавра богословия, а «лиценция» могла быть дана только в возрасте не ниже 35 лет, следовательно, через 12–14 лет со времени поступления на богословский факультет. Расходы по «промоции» на этом факультете были настолько велики, что такую роскошь могли себе позволить только богатые люди или члены орденов, за которых платила конгрегация. По возрасту и происхождению средневековое студенчество резко отличалось от современного.
В Великобритании представителем университета при его внешних сношениях являлся канцлер, а законодательным органом — собрание магистров artium.